# Пожежена
Пожежена (рум. Pojejena) — село у повіті Караш-Северін в Румунії. Входить до складу комуни Пожежена.
Село розташоване на відстані 359 км на захід від Бухареста, 63 км на південний захід від Решиці, 113 км на південь від Тімішоари.

## Населення
За даними перепису населення 2002 року у селі проживали 1260 осіб.
Національний склад населення села:
| Національність | Кількість осіб | Відсоток |
| -------------- | -------------- | -------- |
| румуни         | 896            | 71,1%    |
| серби          | 320            | 25,4%    |
| цигани         | 34             | 2,7%     |
| угорці         | 7              | 0,6%     |

Рідною мовою назвали:
| Мова      | Кількість осіб | Відсоток |
| --------- | -------------- | -------- |
| румунська | 896            | 71,1%    |
| сербська  | 319            | 25,3%    |
| циганська | 34             | 2,7%     |
| угорська  | 7              | 0,6%     |